# 立田村 (三重県)
立田村（たつたむら）は三重県員弁郡にあった村。現在のいなべ市藤原町篠立・藤原町古田にあたる。

## 地理
- 河川：員弁川

## 歴史
- 1889年（明治22年）4月1日 - 町村制の施行により、篠立村・古田村の区域をもって発足。
- 1955年（昭和30年）4月3日 - 東藤原村・西藤原村・白瀬村・中里村が合併して藤原村が発足。同日立田村廃止。